# Barbula linearis
Barbula linearis là một loài rêu trong họ Pottiaceae. Loài này được Sw. ex F. Weber & D. Mohr mô tả khoa học đầu tiên năm 1803.